# ダニエル・アドニ
ダニエル・アドニ（Daniel Adni, 1951年12月6日 ハイファ - ）はイスラエルのユダヤ人ピアニスト。
ハイファで専門教育を受け、同地で12歳でデビューを果たす。パリ音楽院でヴラド・ペルルミュテールに師事し、3回首席になる。その後、1970年に、チューリヒでゲザ・アンダに入門し、同年ロンドンにデビュー。1976年にニューヨーク青少年コンサート国際オーディションに入賞し、1981年にはフィリップ・フォーセット賞を獲得する。
これまでに世界各地で演奏活動を行い、世界の主要な指揮者やオーケストラと共演してきた。
1999年にロンドンで結婚した。